# Landolphia glabra
Landolphia glabra är en oleanderväxtart som först beskrevs av Jean Baptiste Louis Pierre och Otto Stapf, och fick sitt nu gällande namn av Marcel Pichon. Landolphia glabra ingår i släktet Landolphia och familjen oleanderväxter. Inga underarter finns listade i Catalogue of Life.